# 水野小論
水野 小論（みずの ころん、1981年5月25日 - ） は、日本の女優。旧芸名および本名、水野 顕子（みずの あきこ）。東京都出身。2010年より劇団ナイロン100℃団員。所属事務所はキューブ（2010年4月から）。

## 略歴
「智一・美樹のラジオビッグバン」の6代目アシスタント（第4期BGP）（2004年11月〜2005年9月）同期には藤田咲など。
2008年にナイロン100℃のオーディション合格後、研究生をへて2010年初めより正式メンバーに。劇団主宰ケラリーノ・サンドロヴィッチの命名により、2011年から現芸名に改名した。

## 主な出演作品

### 映画
- 「グミ・チョコレート・パイン」
- 「クワイエットルームにようこそ」
- 「クヒオ大佐」
- 「踊る大捜査線 THE MOVIE3 ヤツらを解放せよ!」
- 「ゼンタイ」
- 「紙の月」
- 「恋人たち」
- 「東京ウィンドオーケストラ」
- 「ピンカートンに会いにいく」

### テレビ
- フジテレビ「さば」
- AVEX ドラマ「音女」
- 日本テレビ「イケ麺そば屋探偵〜いいんだぜ!〜」
- 日本テレビ「Mother」 - 三浦貴子 役
- TBS「猫弁と透明人間」
- NHK「吉原裏同心」 第11回
- 「D&D〜医者と刑事の捜査線〜」第4話（2024年11月8日、テレビ東京） - 佐野ひとみ 役[3]

### CM
- ロート製薬「キッチンベール うるおいハンドミルク」(2010年)

### ナレーション
- 「ジョージア」ラジオCM

### ラジオ
- TOKYO FM「NISSAN あ、安部礼司〜BEYOND THE AVERAGE」 - 山本スーザンヌ文子 役

### 舞台
- 劇団宝船「あいつは泥棒」（2006年）
- 阿佐ヶ谷スパイダース「イヌの日」（2006年）
- パルコプロデュース「噂の男」（2006年）
- G2プロデュース「ツグノフの森」（2007年）
- ポツドール「女の果て」（2007年）
- the company「バーム・イン・ギリヤド」（2008年）
- KERA・MAP「あれから」（2008年）
- 阿佐ヶ谷スパイダース PRESENTS「荒野に立つ」（2011年）
- 「有毒少年」（2011年）
- CoRich舞台芸術！プロデュース【名作リメイク】「イノセント・ピープル〜原爆を作った男たちの65年〜」（2024年）[4]
- プテラノドン vol.3「青春にはまだはやい」（2024年）[5]
- summer house vol.1「CARNAGE」（2025年）[6]

ナイロン100℃
- 「シャープさんフラットさん」（2008年） - 塩見実子 役
- 「世田谷カフカ」（2009年） - 水野顕子 役
- Side Session「亀の気配」（2010年） - 双葉ミヅエ 役
- 「黒い十人の女」（2011年） - 綿貫 / コーラスガール / カチューシャの女給 / VTV局員 役
- 「百年の秘密」（2012年） - ヴェロニカ 役
- 「デカメロン21〜あるいは、男性の好きなスポーツ外伝〜」（2013年） - フィリップの同級生ロベルトの兄のガールフレンド 役、他
- 「江戸時代の思い出」（2024年）[7]